# Heldetruda
Heldetruda (łac. Adaltrudis) – pierwsza żona Chlotara II, króla Franków.
Zachowało się o niej niewiele wiadomości. Nie jest znane jej pochodzenie. Prawdopodobnie zawarła ślub z Chlotarem około 598 roku.
Była matką Meroweusza (zmarłego w 604 lub 605 roku na wyprawie przeciwko wojskom austrazyjskim wraz z majordomem Neustrii Landrykiem), prawdopodobnie Emmy. Być może miała także trzecie dziecko, które według źródeł miało umrzeć w 617 lub 618 roku.
Po śmierci została pochowana w Rouen.